# Cavineños
Los cavineños son una etnia amerindia de la Amazonia de Bolivia establecida a lo largo de los ríos Beni y Madidi en los departamentos del Beni y Pando al este del país.
El idioma cavineño pertenece a la familia de lenguas tacanas y es hablado por unas 1200 personas.
Desde la promulgación del decreto supremo N.º 25894 el 11 de septiembre de 2000 el cavineño es una de las lenguas indígenas oficiales de Bolivia, lo que fue incluido en la Constitución Política al ser promulgada el 7 de febrero de 2009.
En la segunda mitad del siglo XVIII los cavineños fueron agrupados en las misiones franciscanas. Durante la fiebre del caucho, a partir de fines del siglo XIX, fueron sometidos a condiciones de semiesclavitud.
En el siglo XX fueron contactados por la orden católica estadounidense de Maryknoll que efectuó un trabajo de evangelización y ocupó parte de sus tierras. Durante la década de 1970, SIL International, una organización evangélica se estableció entre los cavineños, estudió su lengua y promovió la educación bilingüe.

## Territorio
Los cavineños se agrupan en seis pequeñas comunidades ubicadas en los municipios de Riberalta y Reyes en el departamento del Beni y también en el departamento de Pando. Su comunidad más grande es llamada Puerto Cavinas. Poseen territorios en propiedades colectivas que comparten con el tacanas en Beni y con los ese'ejja y tacanas en Pando.
Practican la caza, la pesca y la agricultura de subsistencia. También recogen castañas de Pará que venden, proporcionándoles ingresos y es su principal vínculo con el mundo exterior. Además, comercializan sus artesanías y en ocasiones alquilan su fuerza de trabajo.
La población que se autoidentificó  como cavineña en el censo boliviano de 2001 fue de 836 personas, mientras que este número aumentó a 3884 en el censo de 2012.

## Problemas ambientales
Sus ríos están contaminados por químicos mayormente mercurio y enferman  por la explotación no tienen apoyo de los médicos
.